# 芥川作曲賞
芥川作曲賞（あくたがわさっきょくしょう）は、作曲家芥川也寸志の功績を記念して、サントリー音楽財団（現サントリー芸術財団）が1990年4月に創設した賞。前年度に初演された日本の新進作曲家の作品のうち、最も「清新かつ将来性に富む」ものを対象に贈られる。2019年の第29回より正式名称が芥川也寸志サントリー作曲賞と変更された。

## 概要
この賞の特徴のひとつに「公開選考」を行う点がある。最終選考は毎年8月下旬にサントリーホールで行われる。候補作品を演奏会形式で紹介した後、ステージ上で3人の選考委員による公開討論が行われ、受賞作品が決まる。受賞者には賞状と賞金150万円が授与される。さらに交響管弦楽曲の新作制作を委嘱され、委嘱作品は財団主催のコンサートで（通常は2年後の同賞最終選考の際に）初演される。2019年からは非公式開催「SFA総選挙」（SFA=サマー・フェスティバル・芥川）と称し、聴衆賞の投票も行われている（結果は作曲賞決定後会場内に掲示発表）。選考演奏会は2013年からサントリーホールサマーフェスティバルの中で行われている。

## 受賞作品一覧
受賞作品には前身の「芥川作曲賞」から、通し番号が振られている。
| 回 | 年度 | 受賞者     | 受賞作品                                                | 選考委員                           |
| -- | ---- | ---------- | ------------------------------------------------------- | ---------------------------------- |
| 1  | 1991 | 高橋裕     | Symphonic Karma                                         | 團伊玖磨、松村禎三、黛敏郎         |
| 2  | 1992 | 山田泉     | 一つの素描〜ピアノとオーケストラによる                  | 武満徹、松村禎三、黛敏郎           |
| 3  | 1993 | 菊池幸夫   | ピアノと管弦楽のための「曜変」                          | 一柳慧、松村禎三、黛敏郎           |
| 3  | 1993 | 猿谷紀郎   | Fiber of the Breath（息の綾）                           | 一柳慧、松村禎三、黛敏郎           |
| 4  | 1994 | 江村哲二   | ヴァイオリン協奏曲第2番「インテクステリア」             | 武満徹、松村禎三、黛敏郎           |
| 5  | 1995 | 伊左治直   | 畸形の天女／七夕                                        | 一柳慧、黛敏郎、湯浅譲二           |
| 6  | 1996 | 権代敦彦   | DIES IRAE／LACRIMOSA（怒りの日／嘆きの日）              | 池辺晋一郎、松村禎三、黛敏郎       |
| 7  | 1997 | 川島素晴   | Dual Personality〜打楽器独奏と2群のオーケストラのための | 一柳慧、林光、松村禎三             |
| 8  | 1998 | 伊藤弘之   | 2台のピアノとオーケストラのための「シーシュポスの神話」 | 一柳慧、松村禎三、湯浅譲二         |
| 9  | 1999 | 菱沼尚子   | REFLEX for piano and orchestra                          | 石井眞木、松村禎三、湯浅譲二       |
| 10 | 2000 | 望月京     | カメラ・ルシダ                                          | 池辺晋一郎、松村禎三、湯浅譲二     |
| 11 | 2001 | 原田敬子   | 響きあう隔たりIII                                       | 池辺晋一郎、西村朗、細川俊夫       |
| 12 | 2002 | 夏田昌和   | アストレーション〜オーケストラのための                  | 一柳慧、近藤譲、西村朗             |
| 13 | 2003 | 山本裕之   | カンティクム・トレムルムII                              | 近藤譲、野平一郎、林光             |
| 14 | 2004 | 三輪眞弘   | 村松ギヤ・エンジンによるボレロ                          | 猿谷紀郎、野平一郎、湯浅譲二       |
| 15 | 2005 | 斉木由美   | アントモフォニーIII                                     | 猿谷紀郎、野平一郎、湯浅譲二       |
| 16 | 2006 | 糀場富美子 | 未風化の七つの横顔                                      | 江村哲二、細川俊夫、湯浅譲二       |
| 17 | 2007 | 小出稚子   | ケセランパサラン                                        | 池辺晋一郎、一柳慧、原田敬子       |
| 18 | 2008 | 法倉雅紀   | 延喜の祭禮 第二番                                       | 近藤譲、原田敬子、松平頼暁         |
| 19 | 2009 | 藤倉大     | … as I am …                                             | 斉木由美、三枝成彰、松平頼暁       |
| 20 | 2010 | 山根明季子 | 水玉コレクションNo.04                                   | 三枝成彰、猿谷紀郎、湯浅譲二       |
| 21 | 2011 | 山内雅弘   | 「宙（そら）の形象（かたち）」                          | 伊左治直、新実徳英、湯浅譲二       |
| 22 | 2012 | 新井健歩   | 鬩ぎ合う先に                                            | 北爪道夫、高橋裕、原田敬子         |
| 23 | 2013 | 酒井健治   | ヴァイオリンとオーケストラのための協奏曲                | 伊藤弘之、川島素晴、糀場富美子     |
| 24 | 2014 | 鈴木純明   | ラ・ロマネスカII                                        | 小鍛冶邦隆、福士則夫、望月京       |
| 25 | 2015 | 坂東祐大   | ダミエ&ミスマッチ J.H:S                                 | 池辺晋一郎、山根明季子、山本裕之   |
| 26 | 2016 | 渡辺裕紀子 | 折られた…                                               | 小出稚子、法倉雅紀、三輪眞弘       |
| 27 | 2017 | 茂木宏文   | 不思議な言葉でお話しましょ！                            | 酒井健治、西村朗、山内雅弘         |
| 28 | 2018 | 坂田直樹   | 組み合わされた風景                                      | 鈴木純明、野平一郎、菱沼尚子       |
| 29 | 2019 | 稲森安太己 | 擦れ違いから断絶                                        | 斉木由美、坂東祐大、南聡           |
| 30 | 2020 | 小野田健太 | シンガブル・ラブII - feat.マジシカード                  | 金子仁美、福井とも子、望月京       |
| 31 | 2021 | 桑原ゆう   | タイム・アビス                                          | 近藤譲、坂田直樹、原田敬子         |
| 32 | 2022 | 波立裕矢   | 失われたイノセンスを追う。II                            | 酒井健治、福士則夫、山根明季子     |
| 33 | 2023 | 向井航     | ダンシング・クィア                                      | 稲森安太己、小鍛冶邦隆、渡辺裕紀子 |
| 34 | 2024 | 石川健人   | ブリコラ-じゅげむ                                       | 新実徳英、望月京、山本裕之         |